# Стара Рашка
Вижте пояснителната страница за други значения на Рашка.
Стара Рашка в днешно време е по-известна като Ужички край или регион. 
Най-характерната особеност на ужичкия край е специфичния йекавски ужички говор припадащ към херцеговинския. 